# Naraboryctes philcreaseri
Naraboryctes philcreaseri és una espècie extinta de marsupial de la família dels notoríctids que visqué a Austràlia durant el Miocè inferior, fa entre 16 i 23 milions d'anys. Se n'han trobat restes fòssils a Queensland. Es tracta de l'única espècie del gènere Naraboryctes. A diferència dels seus parents vivents, els talps marsupials, que viuen als deserts, el seu hàbitat natural era el sòl de selves pluvials. Els seus ossos ja presenten adaptacions a un estil de vida excavador, com ara la grandària dels punts d'ancoratge dels músculs a l'húmer. El nom genèric Naraboryctes significa 'excavador bevedor', mentre que el nom específic philcreaseri fou elegit en honor del geòleg i paleontòleg australià Phil Creaser.